# Tomasz Szlendak
Tomasz Szlendak (ur. 1 marca 1974 w Toruniu) – socjolog, profesor zwyczajny na Wydziale Filozofii i Nauk Społecznych UMK, dyrektor Szkoły Doktorskiej Nauk Społecznych Uniwersytetu Mikołaja Kopernika w Toruniu.

## Życie i działalność naukowa
Pracę magisterską obronił w 1997 roku, doktorat w roku 2000 pod kierunkiem Janusza Muchy. Pięć lat później, uzyskał stopień doktora habilitowanego, a w 2012 tytuł profesora nauk humanistycznych. W latach 2011–2019 dyrektor Instytutu Socjologii UMK. Obecnie dyrektor Szkoły Doktorskiej Nauk Społecznych Uniwersytetu Mikołaja Kopernika w Toruniu. W latach 2004–2008 prezes Toruńskiego Uniwersytetu Trzeciego Wieku (został nim mając trzydzieści lat).
Stypendysta Fundacji na Rzecz Nauki Polskiej i tygodnika „Polityka” w pierwszej edycji konkursu „Zostańcie z nami”. Laureat Cycerona 2019 – nagrody Stowarzyszenia Profesjonalnych Mówców. W 2014 roku, został uhonorowany przez Ministra Kultury i Dziedzictwa Narodowego medalem Zasłużony Kulturze „Gloria Artis”. W roku 2015, w uznaniu zasług dla miasta Torunia otrzymał medal „Thorunium”.
Aktualny wiceprzewodniczący Komitetu Socjologii PAN, były członek Komitetu Polityki Naukowej Ministerstwa Nauki i Szkolnictwa Wyższego oraz Zespołu ds. Polityki Rodzinnej Prezydenta Rzeczypospolitej Polskiej. Przez kilka lat pracował w zespole zajmującym się wdrażaniem programu rozwoju kultury w Biurze Kultury miasta stołecznego Warszawy. Redaktor „Studiów Socjologicznych”.
Autor lub współautor osiemnastu książek, szeregu artykułów i opracowań naukowych. Jego wypowiedzi i teksty często pojawiają się w czasopismach popularnonaukowych i gazetach (Focus, Elle, Polityka, Newsweek, Gazeta Wyborcza czy Tygodnik Powszechny).

## Publikacje
Wybrane publikacje naukowe:
- (z Krzysztofem Olechnickim) Nowe praktyki kulturowe Polaków: megaceremoniały i subświaty, Warszawa 2017, Wydawnictwo Naukowe PWN.
- (z Arkadiuszem Karwackim) Napięcia, starcia, rozładowania: samotna gra w kręgle w obszarze kultury. Biblioteka Elbląska im. Cypriana Norwida, 2015.
- Socjologia rodziny. Ewolucja, historia, zróżnicowanie, Warszawa 2010, Wydawnictwo Naukowe PWN, s. 542, ISBN 978-83-01-16309-9.
- (z Tomaszem Kozłowskim) Naga małpa przed telewizorem. Popkultura w świetle psychologii ewolucyjnej, Warszawa, Wydawnictwa Akademickie i Profesjonalne 2008, s. 346, ISBN 978-83-60807-85-9.
- Leniwe maskotki, rekiny na smyczy. W co kultura konsumpcyjna przemieniła mężczyzn i kobiety, Warszawa, Wydawnictwo Jacek Santorski & Co 2005, s. 320, ISBN 83-60207-08-9.
- Supermarketyzacja. Religia i obyczaje seksualne młodzieży w kulturze konsumpcyjnej, Wrocław, Wydawnictwo Uniwersytetu Wrocławskiego, wydanie I: 2004 (seria Monografie Fundacji na Rzecz Nauki Polskiej), s. 205, ISBN 83-229-2461-5; wyd II: 2008, ISBN 978-83-229-2894-3.
- Zaniedbana piaskownica. Style wychowania małych dzieci a problem nierówności szans edukacyjnych, Warszawa, Instytut Spraw Publicznych 2003, s. 141, ISBN 83-88594-23-0.
- Architektonika romansu. O społecznej naturze miłości erotycznej, Warszawa, Oficyna Naukowa 2002, s. 336, ISBN 83-88164-43-0.
- Technomania. Cyberplemię w zwierciadle socjologii, Toruń, Wydawnictwo Graffiti BC 1998, s. 108, ISBN 83-900784-9-X.

Redakcja prac zbiorowych:
- red. Tomasz Szlendak i Krzysztof Pietrowicz, Rozkoszna zaraza. O rządach mody i kulturze konsumpcji, Wrocław, Wydawnictwo Uniwersytetu Wrocławskiego 2007, s. 132, ISBN 978-83-229-2853-0.
- red. Tomasz Szlendak Małe dziecko w Polsce. Raport o sytuacji edukacji elementarnej, 2006, Fundacja Rozwoju Dzieci im. Komeńskiego, Polsko-Amerykańska Fundacji Wolności, s. 189, ISBN 83-920643-8-0.
- red. Tomasz Szlendak i Krzysztof Pietrowicz, Na pokaz. O konsumeryzmie w kapitalizmie bez kapitału, Toruń, Wydawnictwo Uniwersytetu Mikołaja Kopernika 2004, s. 258, ISBN 83-231-1699-7.

Beletrystyka:
- Leven. Opowieść o toruńskim kupcu, krwawych zbrodniach, śpiewających żabach i czupurnej piekareczce, Kraków, Wydawnictwo Otwarte, 2008, ISBN 978-83-7515-044-5.